# 井川省
井川 省（いがわ せい、1913年（大正2年）4月14日 - 1946年（昭和21年）6月20日<死亡認定日>）は、日本の陸軍軍人。最終階級は陸軍少佐。日本の敗戦後にベトナム独立のためにインドシナ戦争に参加して戦没。ベトナム語の愛称はレチゴ。

## 経歴
茨城県出身。小学校校長・井川省三の二男として生まれる。水戸中学校を経て、1931年（昭和6年）4月に陸軍士官学校予科に入学。1935年（昭和10年）6月、陸軍士官学校本科（47期）を230番/330名で卒業する。同年9月、騎兵少尉に任官し、騎兵第8聯隊附となる。1937年（昭和12年）8月、騎兵中尉に昇進。1938年（昭和13年）7月、騎兵第4旅団戦車隊付となり、1939年（昭和14年）8月、騎兵大尉に進級。1940年（昭和15年）12月、捜索第48聯隊附となり、太平洋戦争を迎える。1942年（昭和17年）12月、少佐に昇進し第19軍参謀部附としてモルッカ諸島に赴任。
1945年（昭和20年）3月、南方軍総司令部附となる。同年5月、独立混成第34旅団参謀に発令されフエに着任し、まもなく地元のベトミン組織と密かに相互不可侵の協定を結んだ。フエの旧王宮には独立混成第34旅団が明号作戦で仏印軍から押収した大小の武器数千点と弾薬が保管されていた。8月の日本敗戦の直後、井川は部下の中原光信少尉に命じて、保安部隊に保管所を開錠させた上で撤収の号を下し、無人化するという間接的な方法でベトミンに武器を提供した。
中華民国軍による武装解除の後、ダナン西方の保養地バナー高原に第34旅団の自主キャンプを設営し、旅団主力部隊の将兵を自活させる措置(農業経営など)を講じた。少数の部下と共にフエの司令部に留まり、やがてDRV(ベトナム民主共和国、1945年9月2日に独立宣言)中央から南部抗戦委員会主席兼第5戦区長として派遣されてきたグエン・ソン将軍と親交を結んだ。
井川は歩兵操典などの日本軍の教本をベトミンのために仏訳するとともに、ベトミンの対仏戦略・戦術や兵員訓練に関する指針を執筆している。また、中・小隊長級のベトミン軍幹部に軍事教育を施す一方、ベトミン軍の採るべき戦術についてグエン・ソンと日常的に意見を交わしていた。
1946年（昭和21年）3月21日に離隊し、ベトミン軍に参加した。同年、井川は防戦指導のため、ジープを運転し、数十人のベトミン兵を率いて中部高原の要衝プレイクへ通ずる国道(山道)の中間地点で仏軍の待ち伏せ攻撃に遭った。一行の中にいた少年兵ファン・タイン(後、人民軍少将)によると、井川は人為的な倒木が道を塞いでいるのを見てジープを止め、拳銃を構えて下車し、後続のトラックに乗っていたベトミン兵全員に退避を命じた。その瞬間、前方から仏軍の機銃弾が殺到、井川少佐は兵士数人と共に戦死した(享年33)。立川京一によると、フランスの軍関係資料では井川の死体からはベトミンの採るべき戦術に関するメモが発見された。そのメモにはフランス軍部隊の最弱点部分をドリル的に攻撃して相手を混乱状態に陥れる「特攻班」の育成計画が記されていたという。井川の死後に設立されるクァンガイ陸軍中学は、井川の意志を受けて中原が設立を提言したともされている。
ベトナム人兵士間の愛称はレチゴと言った。
井川は死後に勲五等瑞宝章を受け、戦死者として靖国神社に祀られている。戦死の日付は、実際の戦死の日より2カ月も遅い1946年6月20日となっている。

## 親族
- 妻 井川芳子 下元熊弥（陸軍中将）の娘